# Biblioteca Pietro Thouar
La Biblioteca Pietro Thouar si trova in piazza Tasso, al numero civico 3, all'interno del complesso delle Ex-Leopoldine, precedentemente denominato chiesa e convento di San Salvatore a Camaldoli, nel quartiere di San Frediano, nella zona dell'Oltrarno a Firenze. Fu fondata nel 1914 e successivamente intitolata a Pietro Thouar, nel 1918.
La Biblioteca Pietro Thouar è una biblioteca pubblica a carattere generale e a scaffale aperto, possiede un patrimonio bibliografico di più di 30.000 unità tra libri e materiale multimediale.
La Biblioteca Thouar fa parte delle Biblioteche Comunali Fiorentine che concorrono ad arricchire e rendere fruibile il patrimonio librario e multimediale della città con un sistema bibliotecario articolato in 13 biblioteche pubbliche, 1 bibliobus, 2 punti di prestito in ospedale e 3 punti di prestito nei centri commerciali. La Biblioteca appartiene inoltre allo SDIAF, il Sistema Documentario Integrato dell'Area Fiorentina, un sistema documentario unitario che riunisce biblioteche e archivi e crea un'unica grande offerta informativa sul territorio che comprende i comuni dell'Area Metropolitana, del Chianti, del Valdarno fiorentino e la Provincia di Firenze.

## Storia
La Biblioteca Pietro Thouar si è trasferita nell'attuale sede tra il 2014 e il 2015, riaprendo al pubblico il 21 febbraio 2015. La biblioteca, infatti, è nata e ha trovato sede per ben cento anni in Palazzo Guadagni, all'angolo tra via Mazzetta e piazza Santo Spirito.
La costituzione di una Biblioteca d'Oltrarno era nei propositi dell'Amministrazione comunale già dal 1912 e, più precisamente, dal 23 novembre 1912, giorno della seduta del Consiglio Comunale durante la quale si espresse la volontà di aprire una biblioteca popolare in quel quartiere. L'idea fu sostenuta in particolare da Orazio Bacci, Assessore alla Pubblica Istruzione che alcuni anni dopo sarà Sindaco di Firenze. A seguito della seduta, la Giunta nominò una Commissione per l'istituzione della biblioteca, presieduta dallo stesso Bacci, con lo scopo «di studiare e proporre opportuni e solleciti provvedimenti, considerata l'utilità che si estenda la benefica istituzione delle biblioteche popolari [...] specialmente nel quartiere d'Oltrarno».
L'Amministrazione era estremamente determinata nel progetto di impiantare la nuova biblioteca e la commissione, che si riunì per la prima volta il 7 febbraio 1913, fu subito molto operativa. L'Ufficio Beni Immobili fu coinvolto nella ricerca di un locale adeguato e si chiese consiglio alla Federazione delle biblioteche popolari di Milano in merito al regolamento da adottare e alla Pro Cultura riguardo alle opere preferite dalla classe operaia. I membri della commissione furono invitati a presentare le loro proposte dei libri che ritenevano opportuno acquistare. Bacci aveva fretta: concluse la prima seduta col dire che era preferibile incominciare dal poco, ma incominciare subito senza perder tempo.
I provvedimenti amministrativi si susseguirono con rapidità. Vennero presi in affitto dal marchese Doufour Berté dei locali in Palazzo Guadagni in Piazza Santo Spirito con ingresso separato in via Mazzetta per un canone annuo di lire 300, si stanziarono 450 lire per l'acquisto di mobili e altre 400 per l'acquisto di libri, si iscrisse la biblioteca alla Federazione Italiana delle biblioteche popolari che per 10 lire annue offriva ai propri associati ribassi e facilitazioni per acquisti, rilegatura di libri e quant'altro occorreva all'impianto e al funzionamento di una biblioteca popolare. Per l'acquisto e la rilegatura di libri si poté contare anche sulle 300 lire offerte dal signor Giuseppe Siebzehner, proprietario dei magazzini Duilio 48 in via Calzaiuoli.
Sul finire del 1913 la Biblioteca popolare d'Oltrarno era ordinata e «pronta per poter funzionare regolarmente», come scriveva Giuseppe Conti, bibliotecario del Comune, al quale era stato affidato il compito di tradurre in atto le determinazioni della Commissione. Le vicende amministrative del Comune, recentemente commissariato avevano impedito fino a quel momento l'approvazione del Regolamento che Conti trasmette ora al Segretario comunale insieme a tutta la modulistica necessaria – tessere, malleverie, schede per la richiesta libri – affinché venga approvato dal Commissario Prefettizio Alberto Giannoni.
Con delibera commissariale del 3 febbraio 1914 la biblioteca venne ufficialmente istituita e due mesi più tardi fu inaugurata. Così «La Nazione» riportò la notizia: «Oggi 6 aprile alle ore 17, il Commissario Prefettizio insieme al comm. prof. Orazio Bacci, presidente della Commissione di vigilanza della biblioteca comunale e archivio storico, e al comm. prof. Giuseppe Conti bibliotecario del Comune, ha inaugurato la Biblioteca comunale d'Oltrarno».
La biblioteca, affidata alle cure del distributore maestro Alberto Calloud e del custode Enrico Mazzoni, vide in pochi mesi «formarsi un pubblico di assidui lettori». Così scriveva il bibliotecario Ugo Giusti (nel frattempo subentrato al Conti, collocato a riposo) al Commissario prefettizio il 22 dicembre 1914, proponendo di continuare l'esperimento di apertura.
Nel 1918 la biblioteca, che stava avendo sempre «maggior sviluppo ed importanza con notevole vantaggio delle classi popolari» fu intitolata a Pietro Thouar, educatore e scrittore impegnato politicamente, con delibera G.C. 4 gennaio 1918 Biblioteca popolare d'Oltrarno. Denominazione di Biblioteca "Pietro Thouar" (Le informazioni, che qui si riportano, relative alla costituzione della Biblioteca d'Oltrarno sono riprese dal saggio di Francesca Gaggini, Giuseppe Conti, bibliotecario del Comune in La Biblioteca di Giuseppe Conti, a cura di Cristina Cavallaro e Francesca Gaggini, Firenze: Comune di Firenze, 2010, pp. 51–92, al quale si rimanda per ulteriori approfondimenti).

## Descrizione
Il complesso delle Ex- Leopoldine, attuale sede della biblioteca, è da tempo oggetto di valorizzazione. L'ultimo intervento è avvenuto sul chiostro, il fulcro attorno al quale si snodano i locali della nuova biblioteca: un grande cortile quadrato, con al centro un prato verde, circondato da un portico con 27 colonne in pietra serena e sasso macigno, uno spazio chiuso e al contempo in dialogo con l'esterno, quasi una seconda piazza. Nel 2003, oltre al finanziamento per il ripristino del chiostro, furono eseguiti anche altri interventi: il restauro della facciata dell'antica chiesa camaldolese, il restauro della facciata delle Scuole S. Maria di Sales, il rifacimento della copertura dei laboratori artigianali e ex Cappella Parigi, la realizzazione del recupero di alcuni locali al pianterreno in parte precedentemente assegnati ad uffici amministrativi giudiziari, in parte agli anziani del quartiere, e in parte alla sede provinciale dell'ANPI.
L'entrata principale della biblioteca è dal numero civico 3. La superficie interna della nuova sede è di circa 590,94 m² ed esterna 61,70, con un aumento di 420,94 m² di superficie rispetto alla precedente sede. Il totale di posti di lettura è 176. Qui è pensata la sala accoglienza della biblioteca, dove il pubblico potrà trovare le prime informazioni, le indicazioni per iscriversi e fruire dei servizi. La sala accoglienza anche il luogo in cui il lettore avrà un immediato contatto con la Città tramite il monitor dove appariranno alcune comunicazioni rilevanti pubblicate dalla Rete civica. L'idea generale, pertanto, è quella di presentare subito la biblioteca come una cosa "pubblica" integrata nella contemporaneità cittadina, ma anche attenta alla sua identità storica: da rilevare, nelle scelte dell'allestimento, l'utilizzo – simbolico e funzionale al tempo stesso – di alcune delle scaffalature in legno della vecchia sede.
Il percorso attraverso la biblioteca continua verso un disimpegno che conduce all'emeroteca dove sarà possibile consultare i giornali e usufruire di alcuni computer dedicati a MediaLibrary Online, a sottolineare la convivenza fra le risorse tradizionali cartacee della biblioteca e la lettura digitale. Sempre al piano terra seguono due sale di lettura e la sala multimediale.
Entrando nel chiostro si sviluppa la parte della biblioteca che ha avuto ultimamente maggior incremento, cioè la Sezione ragazzi e Giovani adulti, una zona suddivisa in cinque stanze, a seconda delle fasce di età, con arredamenti adatti ai piccoli, attrezzature per la lettura ad alta voce e per realizzare attività dedicate e per fare sentire i lettori protetti in uno spazio che ha accesso solo all'interno del chiostro. La Sezione ragazzi ha anche una sua mascotte, Torquato il Tasso, un simpatico tasso amante della natura e della poesia, come il ben più noto poeta, che accompagna i bambini nelle attività in biblioteca e che caratterizza tutta l'area ragazzi. Torquato nasce da un'idea dei bibliotecari (giocando con il nome di Torquato Tasso, al quale è intitolata la piazza) e dalla fantasia di Arianna Papini, illustratrice e artista fiorentina che ha realizzato Torquato e tutta la segnaletica della sezione.
La biblioteca è stata chiusa per lavori dal 26 febbraio 2024 fino al 20 gennaio 2025, con l'inaugurazione della nuova Sezione ragazzi e Giovani Adulti.

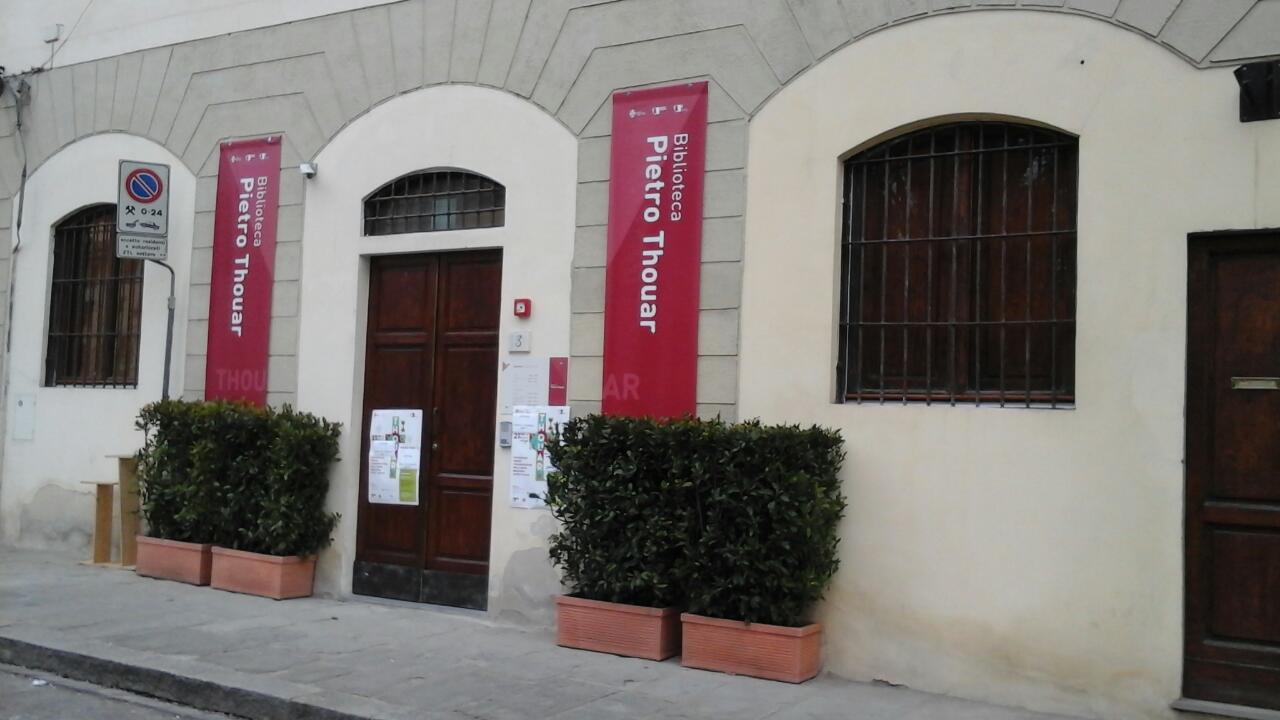
Ingresso della biblioteca
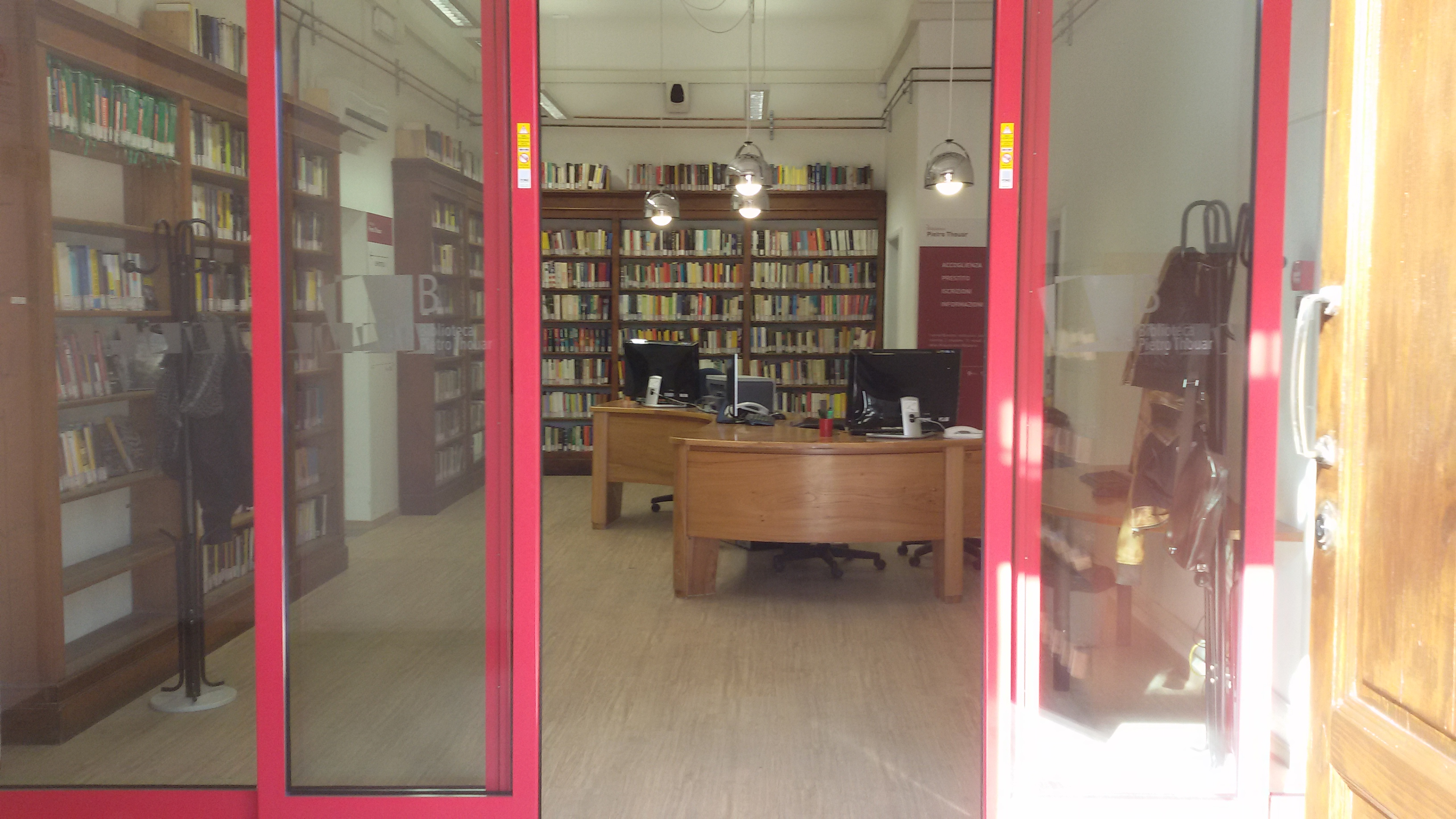
La sala accoglienza
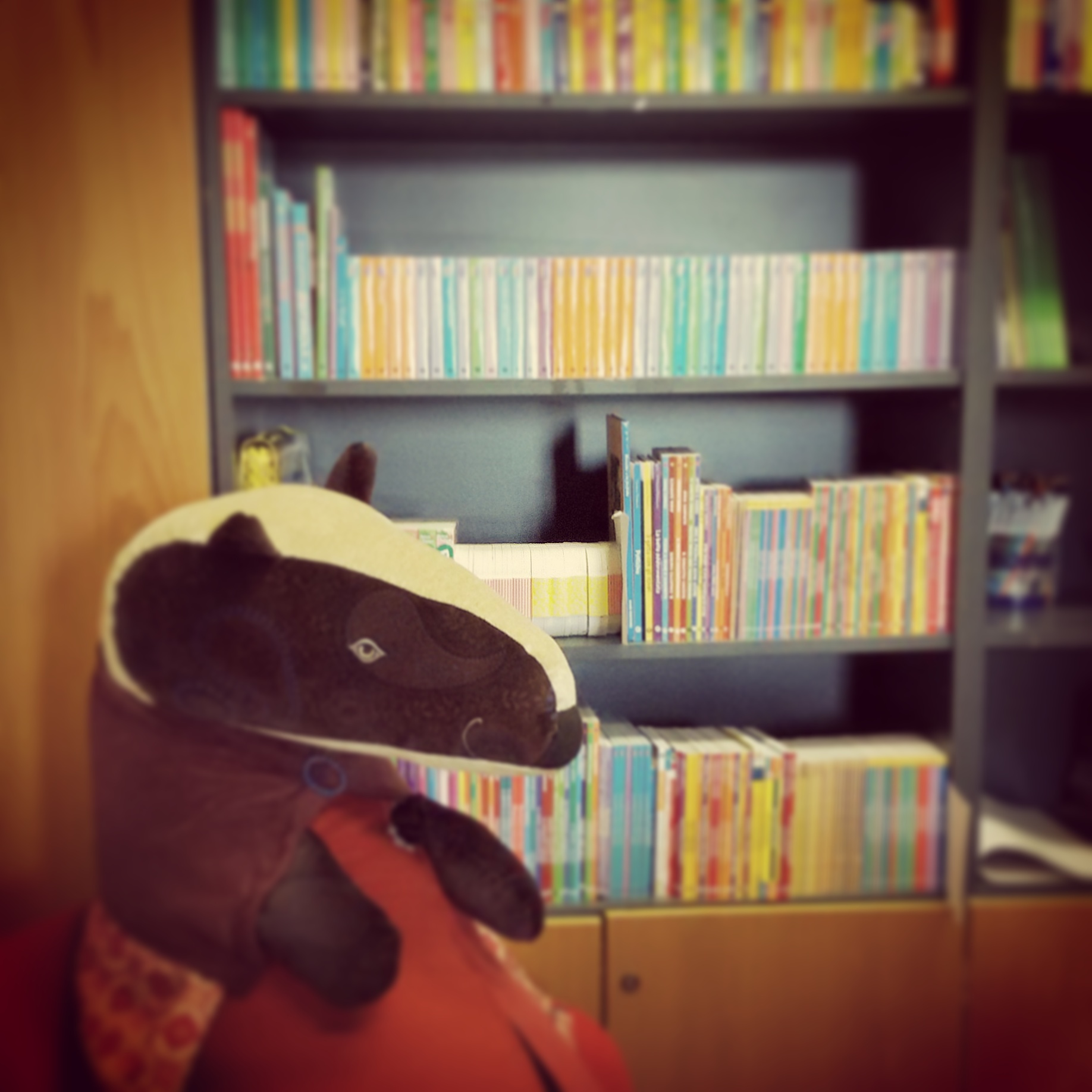
Torquato il Tasso, la mascotte della Biblioteca realizzata da Arianna Papini
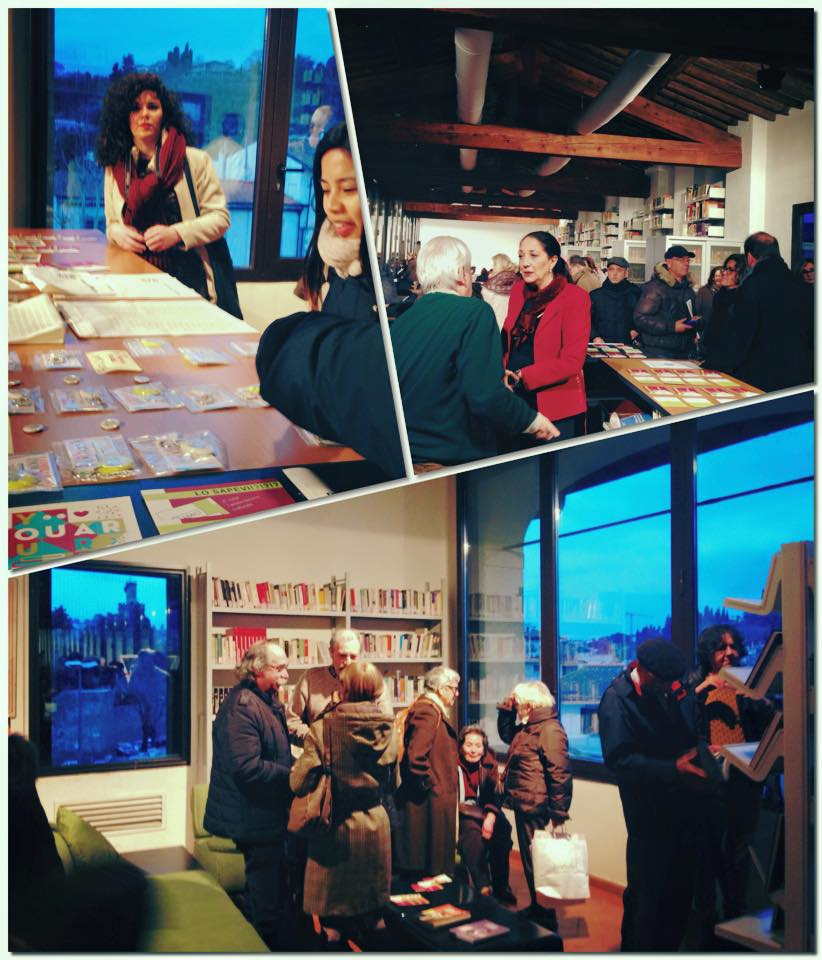
Momenti in Altana
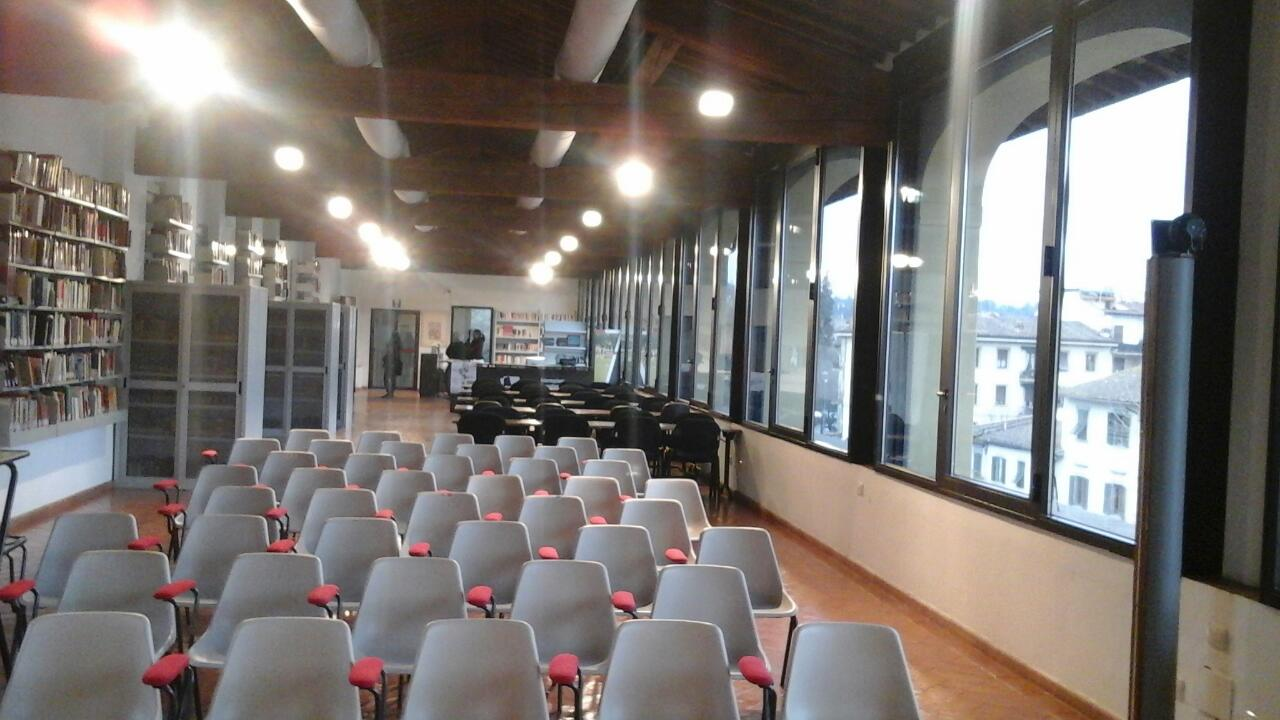
Sala Altana
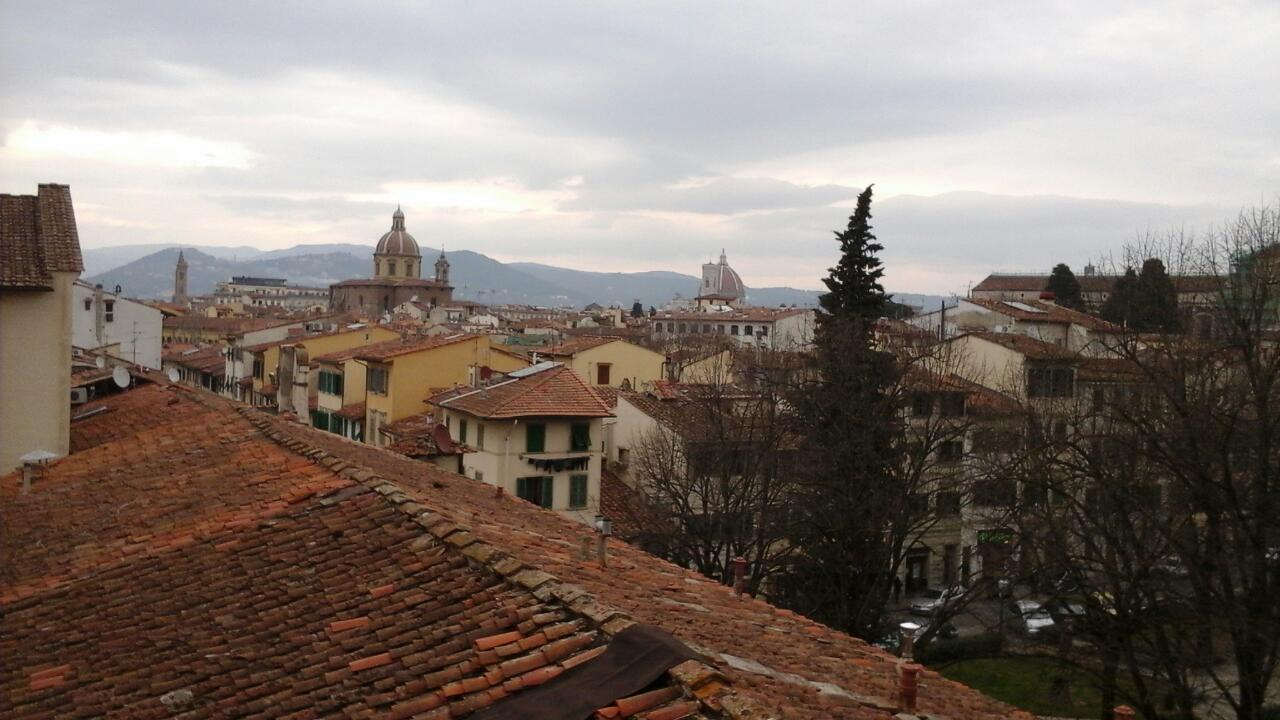
Panorama della città dall'Altana
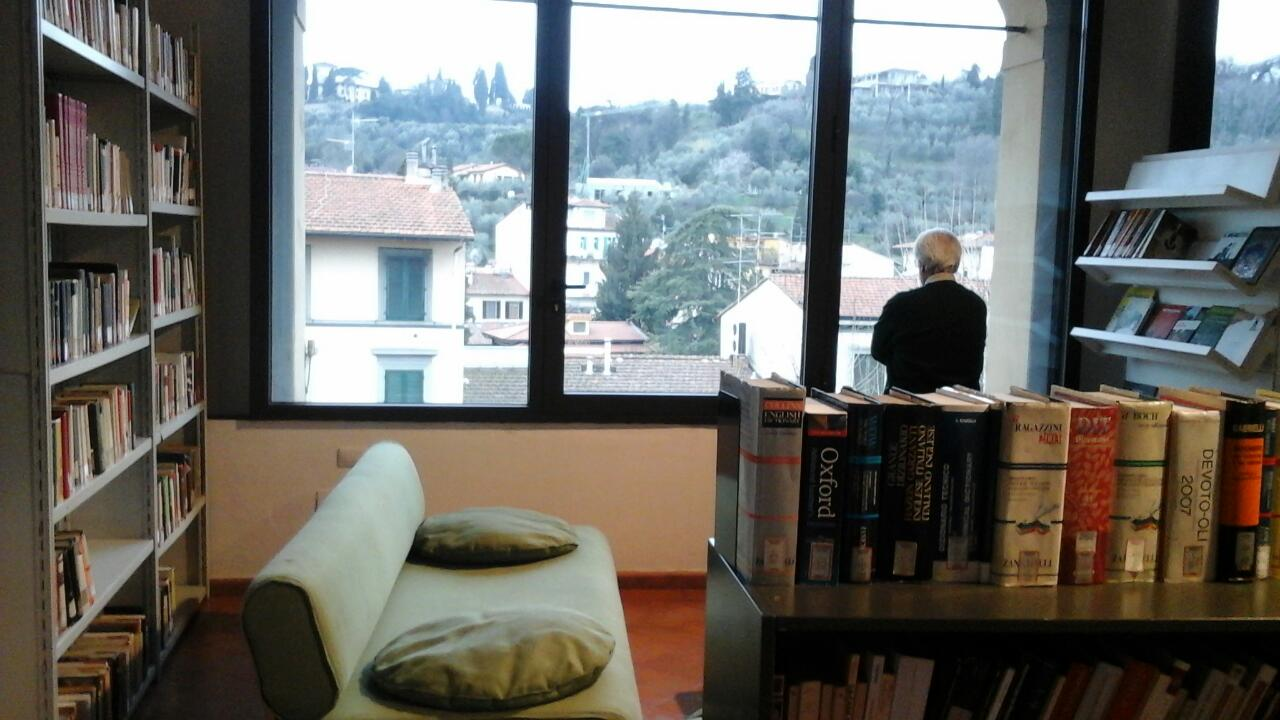
Panorama delle colline dall'Altana
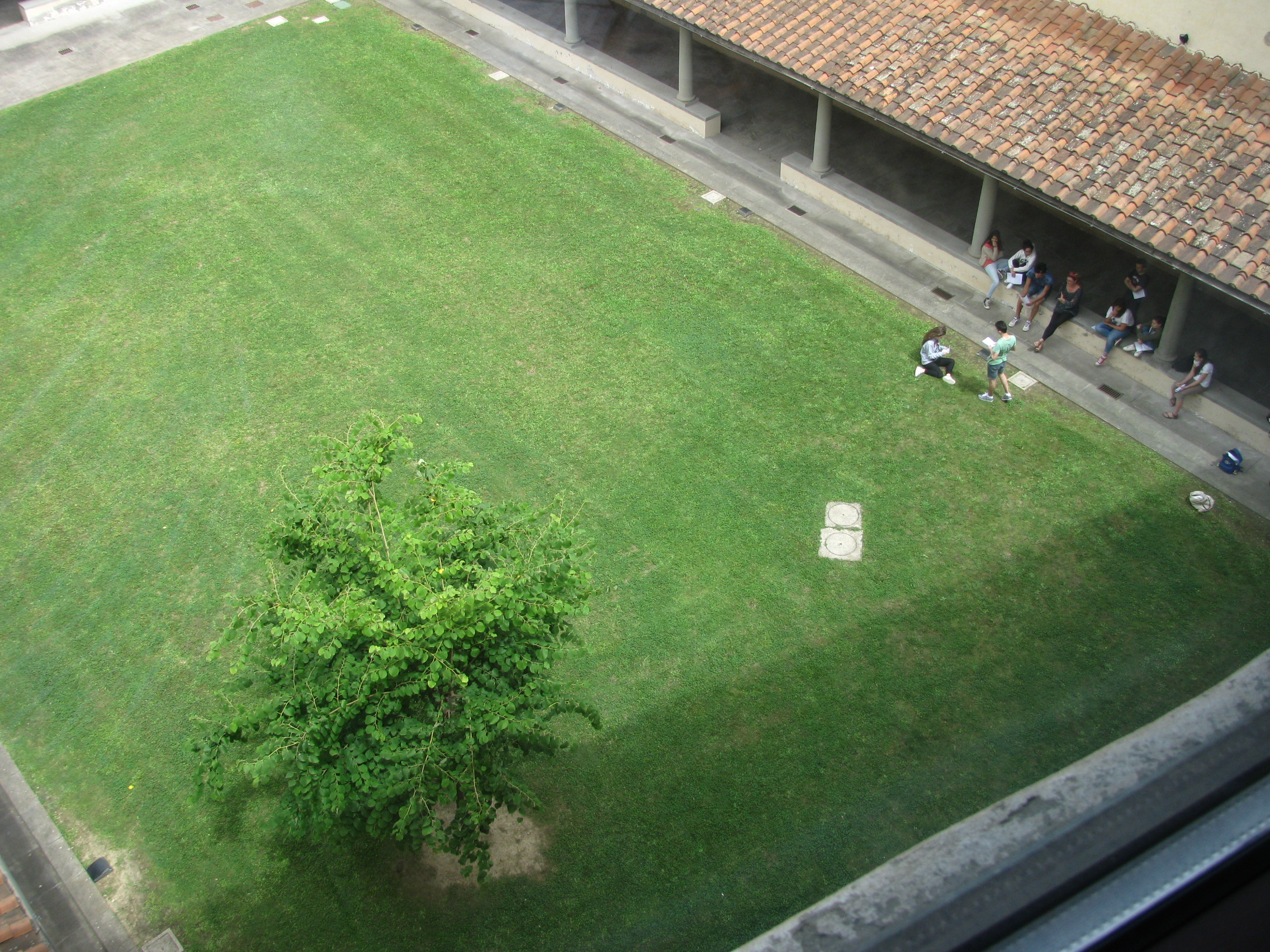
Il chiostro visto dall'alto

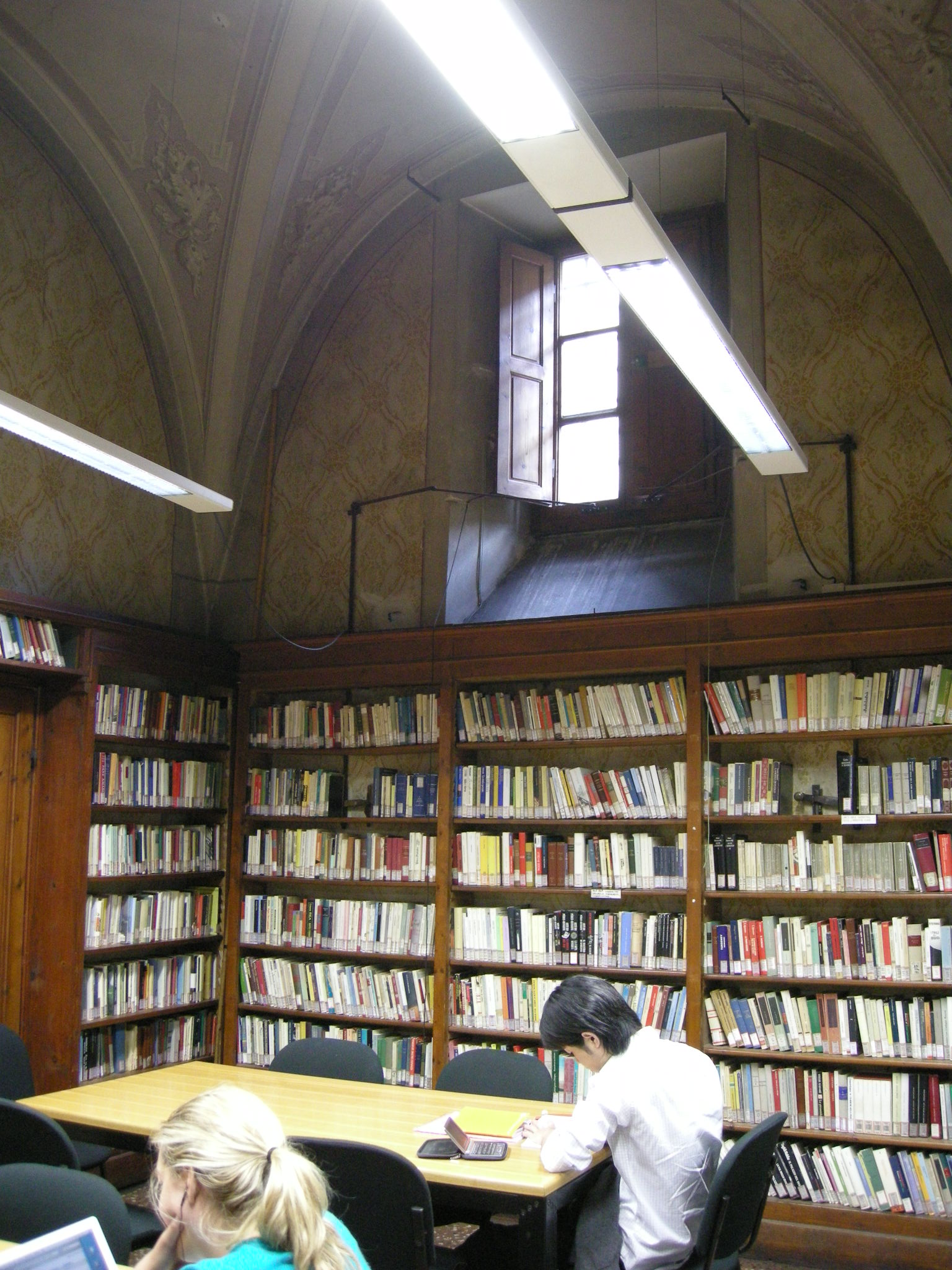
La vecchia sede della biblioteca Thouar
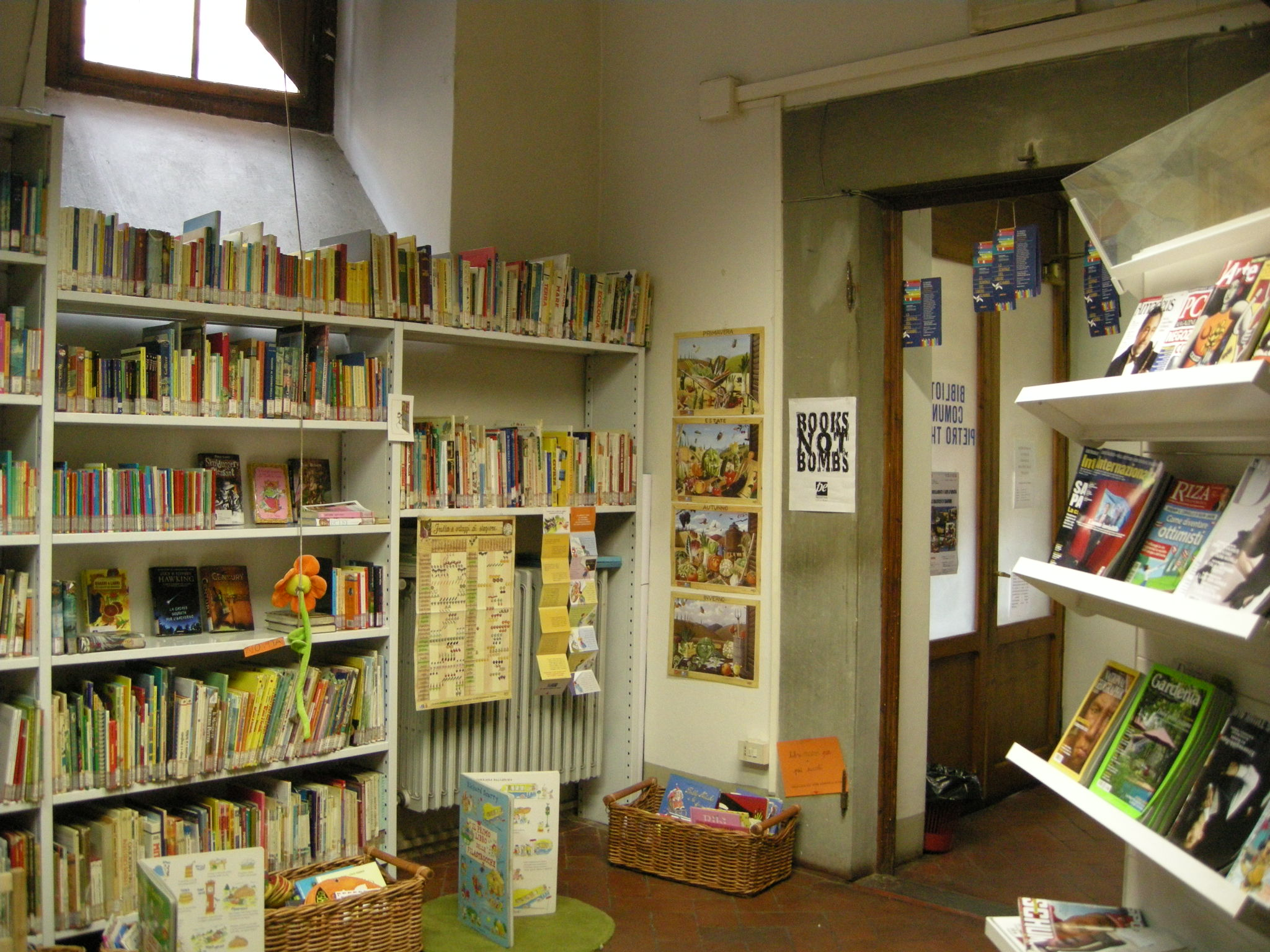
La vecchia sede della biblioteca Thouar
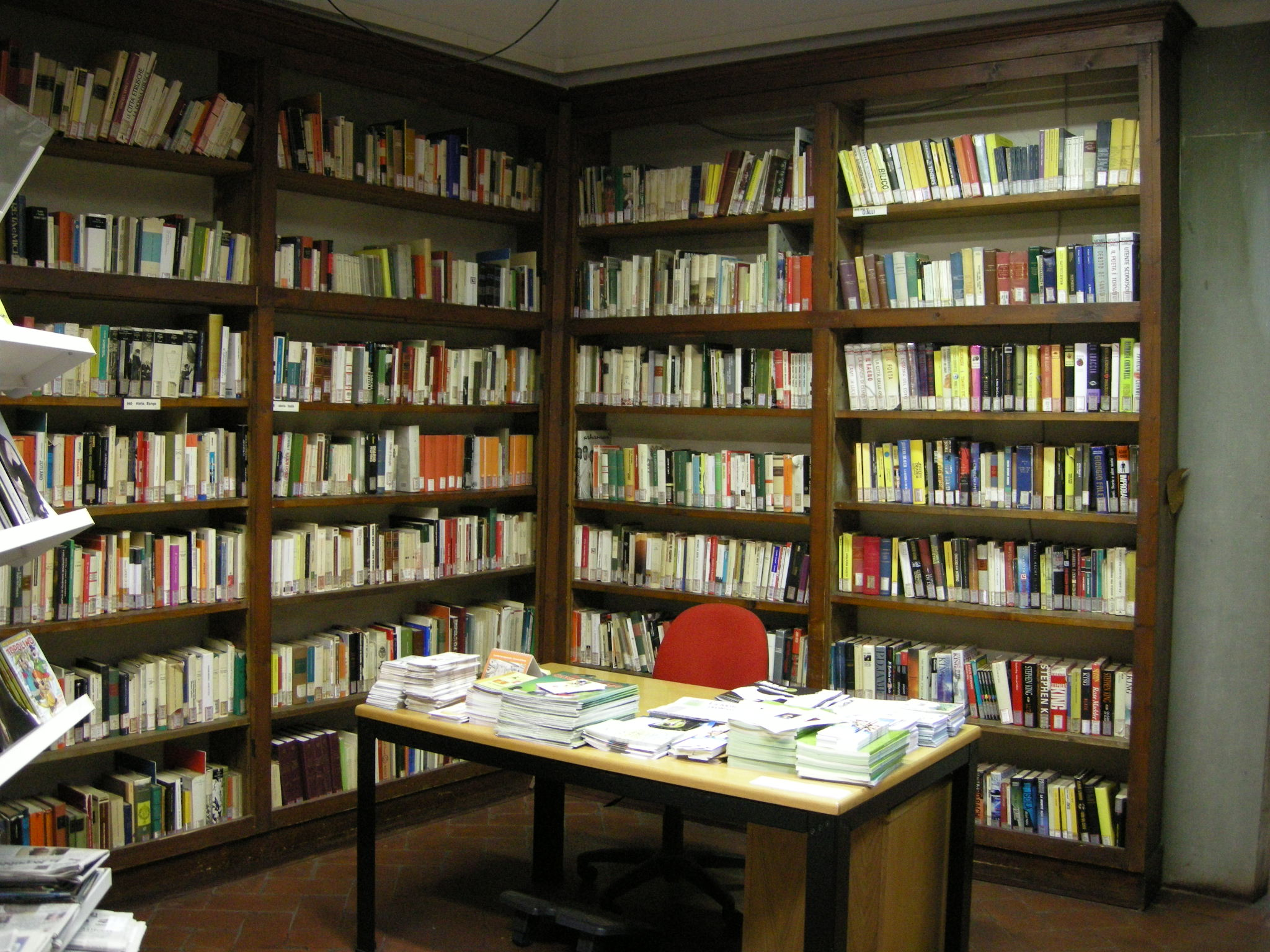
La vecchia sede della biblioteca Thouar